# IOS 4
iOS 4는 애플에서 개발한 4번째 버전의 iOS 계열 스마트폰 운영 체제이다. 2010년 6월 21일 첫 출시되었으며, 기존의 "아이폰 OS" 보다 간단하게 바뀐 "iOS"라는 새 이름으로 출시된 첫 작품이기도 하다. iOS 4는 아이폰 3G, 아이폰 3GS, 아이폰 4, 아이팟 터치 (2세대), 아이팟 터치 (3세대), 아이팟 터치 (4세대), 아이패드 (1세대), 아이패드 2의 기기에서 구동이 가능했으며, 1세대 아이팟 터치는 iOS 4 구동이 불가능하였다. iOS 4부터는 기존 아이폰 OS에서 불가능했던 배경화면 바꾸기, 멀티태스킹 등이 가능해졌다.

## 새로운 기능
iOS 4부터는 멀티태스킹 기능, 폴더, 배경화면이 추가되었다. 그러나, 아이폰 3G 기종과 아이팟 터치 (2세대)는 배경화면 변경과 멀티태스킹 기능 사용이 불가능하였다.
iOS 4의 업데이트 버전인 iOS 4.1에는 게임센터 앱이 추가되었으며, 아이폰 3G에서는 게임센터 앱 설치가 불가능하였다.

## 지원 기기
| - 아이폰 3G - 아이폰 3GS - 아이폰 4 | - 아이팟 터치 (2세대) - 아이팟 터치 (3세대) - 아이팟 터치 (4세대) | - 아이패드 (1세대) - 아이패드 2 | - 애플 TV (2세대) |

## 문제
아이폰 3G 사용자들은 퍼포먼스 문제와 배터리 문제를 보고하였으며, 애플은 업데이트 버전인 iOS 4.1 과 4.2.1 을 통해 퍼포먼스 문제를 해결하였다.
몇몇 아이폰 4 사용자들은 안테나에 대한 기술적 문제를 보고하였으며, 애플은 업데이트 버전인 iOS 4.2.1에서 아이폰 4 사용자 용 CDMA 버전을 새롭게 출시함에 따라 문제가 해결되었다.

## 참고 자료
- "About Apple TV (2nd generation) software updates". Support.apple.com. December 14, 2010. Retrieved January 9, 2011.